# Azipod
Azipod (conhecido no Brasil, casulo-reduzido-móvel), é um sistema de propulsão de alguns navios, sobretudo paquetes e navios quebra-gelo. O seu nome provém do inglês e tem tradução para o português que sendo referido de Propulsor Azimutal.
Consiste num motor eléctrico do estilo "fora-de-bordo", na forma de um motor de popa, acoplado ao casco do navio que tem a capacidade de girar 360º. Este facto elimina a necessidade de leme já que ao dirigir diretamente com o timão ou roda-do-leme, o azipod dirige-se igualmente no fluxo de água: